# Pierre Léger (écrivain et musicien)
Pour les articles homonymes, voir Pierre Léger, Léger et Pierrot le fou.
 (février 2024).
Si vous disposez d'ouvrages ou d'articles de référence ou si vous connaissez des sites web de qualité traitant du thème abordé ici, merci de compléter l'article en donnant les références utiles à sa vérifiabilité et en les liant à la section « Notes et références ».
Pierre Léger (aussi appelé Pierrot Léger ou Pierrot le fou) est un écrivain polygraphe (poète, romancier et nouvelliste), ainsi qu'un musicien canadien de la contre-culture québécoise. Il est originaire de la région de Gatineau, né en 1943 et mort en 2007.

## Biographie
Il est candidat défait du parti libéral fédéral du comté de Vaudreuil Soulanges en 1962. Il étati alors directeur du journal l'Echo. Il est ensuite attaché de presse du ministre de l'Éducation (à préciser lequel) et devient ensuite  membre du Conseil général du Rassemblement pour l'indépendance nationale (RIN) en 1964, il était un des animateurs de la scène contre-culturelle québécoise, publiant souvent dans le magazine Mainmise.
En 1969 deux de ses textes furent perdus "perdus dans la faille d'un éditeur", soit "complaintes d'un écorché heureux" (poèmes, récits et chansons) et "brulés après la faille d'un amour, quelques jours de la vie d'un fou" (roman), ceci en 1969.
Il a eu une carrière littéraire. Il a sorti près de dix recueil de poésie. Parmi ceux-ci, on compte Embarke mon amour, c'est pas une joke, Les chants de la soif et La deuxième langue de feu. Comme beaucoup de son époque, Pierre Léger teintait ses textes d'un joual.
Avec d'autres artistes, Pierre Léger fonde la Casanous. Ce bar-théâtre fut la plaque tournante de la contre-culture au Québec. Marie-Thérèse Lefebvre écrit à ce propos : « Le Centre d'essai le Conventum, La Casanous et Véhicule Art Gallery auront donc été durant les années 70 non-seulement des lieux exceptionnels de rassemblement multidisciplinaire de la création québécoise, mais également des espaces d'échanges entre des musiciens largement influencés par le courant de la musique expérimentale américaine » Parmi les artistes qui fréquentent ce bar, on compte Raôul Duguay, Claude Péloquin, L'infonie, et plusieurs autres.

### AvecLa Sainte-Trinité
Considéré comme un groupe mythique de l'histoire de la musique rock au Québec, La Sainte-Trinité doit son existence à la rencontre informelle de Michel Latraverse (alias Plume Latraverse ou Dieu l'Amer), Pierre Léger (alias Pierrot le fou) et Pierre Landry (alias Dieu le vice).
Le groupe est apprécié pour leurs improvisations musicales et poétiques, ainsi que leur charisme. Ils mêlent délires psychédéliques, improvisations, et séquences théâtrales.
Dans une entrevue donnée à Prise 1, Pierre Landry définit le groupe comme : « La Sainte-Trinité est une formation musicale et poétique dont le but principale est d'apporter au Québec un souffle nouveau et authentique. Nous avons fait nos début l'été dernier au centre d'art de Percé dans le cadre des événements de La Maison du pêcheur. Nous étions à l'époque les porte-parole de cette jeunesse bruyante et chevelue ».
En 1971, ils sortent l'album Triniterre paru chez le label Zodiaque. Peu de temps après la sortie de l'album, le groupe se sépare. « Pierrot Léger a quitté en 1971 pour se consacrer à l'animation d'une nouvelle boîte, la Casanous tandis que Pierre Landry va bientôt s'établir à la campagne, vivre une révolution plus concrète et durable, dans le domaine agricole. Michel Latraverse, déçu par la façon dont s'est déroulée l'expérience discographique du trio, ne réapparaîtra sur la scène musicale que trois ans plus tard sous son nom de Plume. »

## Œuvres

### Littérature
- Poèmes sur l'amour, le désespoir et l'espérance, Montréal, À compte d'auteur, 1955, 43 p.
- Le pays au destin nu : suivi de Journal pour Patrice ; ou, Les feux de la rampe du poème, Montréal, Éditions Beauchemin, 1963, 97 p.
- La Canadienne française et l'amour; ou, l'homme démystifié, Montréal, Éditions du jour, 1965, 125 p.
- La supplique de ti cul La Motte, Ottawa, Éditions Miniatures, 1967, 91 p.
- Zoizeaux flash, Paris, Éditions Saint-Germain-des-Prés, 1971, 52 p.
- Embarke mon amour, c'est pas une joke, Montréal, Éditions Mainmise, 1972, 206 p.
- Le show d'Évariste le Nabord-à-bab, Montréal, Éditions Partis pris, 1977, 110 p.  (ISBN 9780885121069)
- Si vous saviez d'où reviens : textes vécus, Saint-Lambert, Éditions du Noroît, 1980, 67 p.  (ISBN 9782890180499)
- La chants de la soif, Trois-Rivières, Écrits des forges, 1990, 46 p.  (ISBN 9782890461925)
- La deuxième langue de feu, Montréal, Steak-Haché, 2002, 62 p.  (ISBN 9782980710919)

### Musique

#### DansLa Sainte Trinité
La Sainte-Trinité, Triniterre, [enregistrement sonore], Montréal, Les Disques Zodiaque, 1971, 39 min.